# Pavé en bois

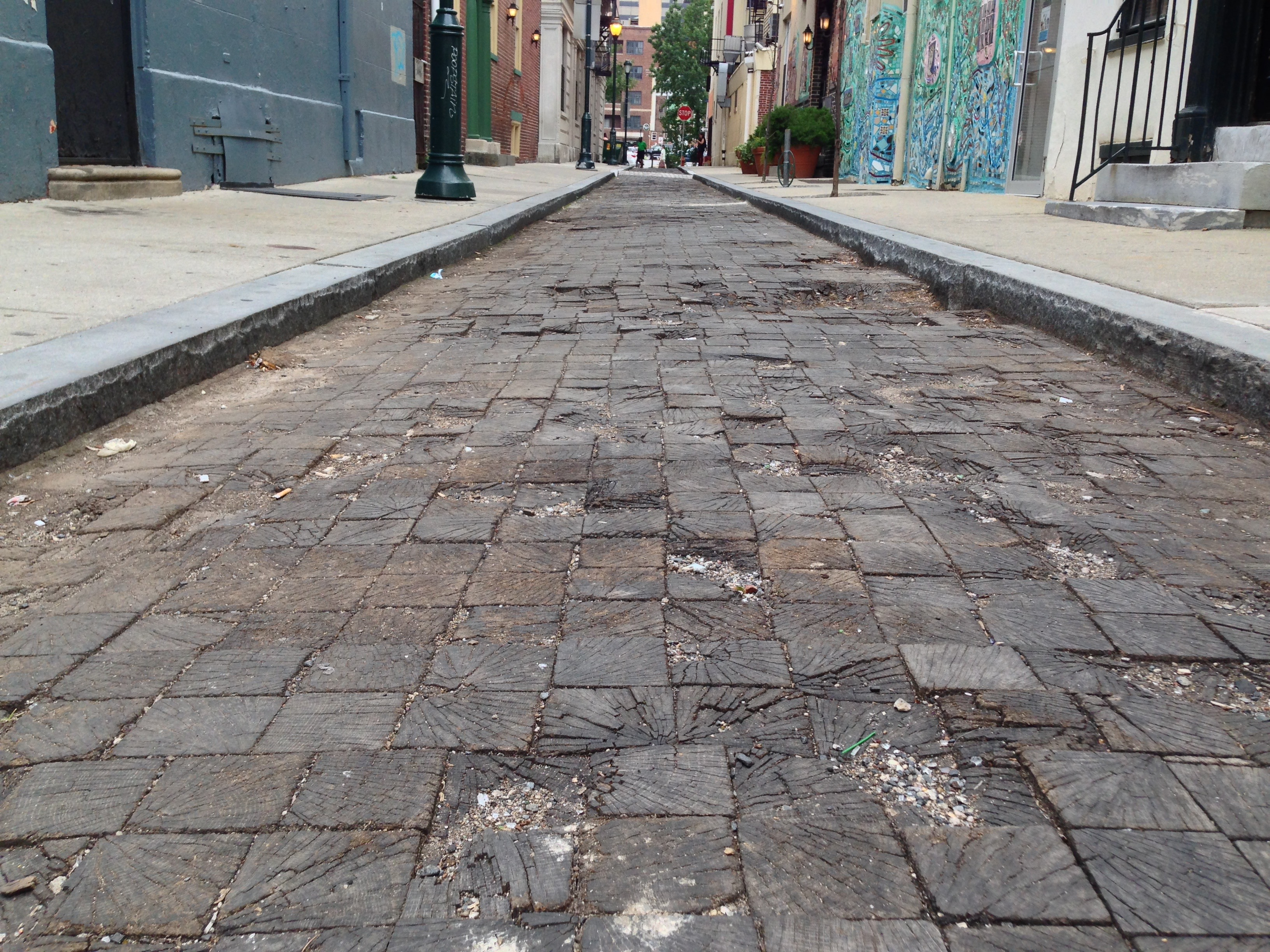
Pavé de bois au bloc 200 de South Camac Street à Philadelphie.

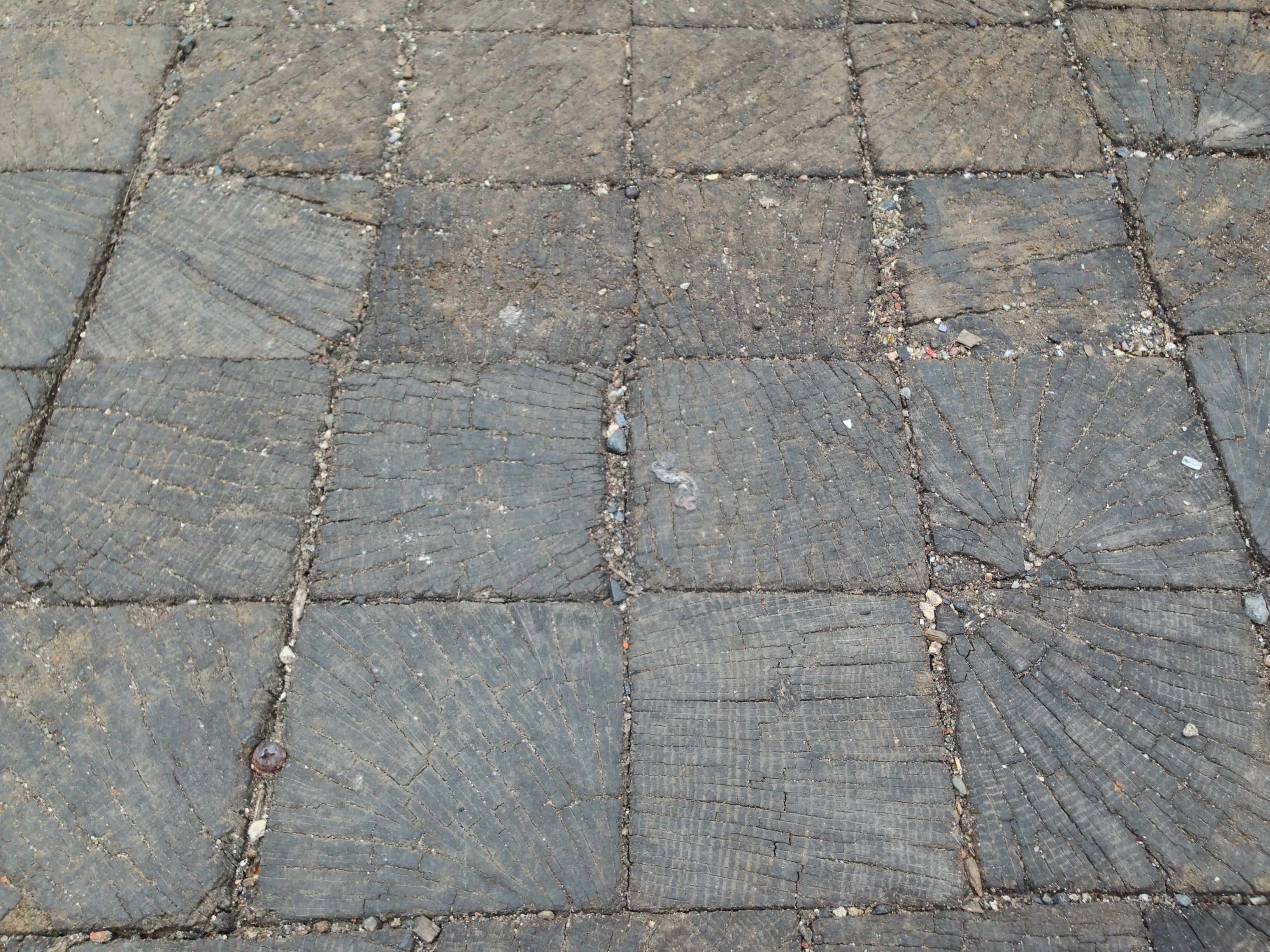
Pavé de bois au bloc 200 de South Camac Street à Philadelphie.

Un pavé en bois est un type de pavé, en bois debout, de différentes essences, qui a servi de matériau de revêtement routier dans la seconde moitié du XIXe siècle et au début du XXe siècle. Ce système de pavé connu depuis longtemps en Russie et dans le nord de l'Allemagne est essayé à Londres au début du XIXe siècle et par la suite adopté par différentes grandes villes comme Paris, New York ou Chicago.

## Caractéristiques
Le système de chaussée en blocs de bois a peut-être vu le jour au XIVe siècle en Russie, mais il a pris de l'importance dans les années 1820 et 1830, lorsqu'il a été envisagé comme alternative aux rues pavées de pierre à revêtement irrégulier, courantes à cette époque. Le pavé en bois a été brièvement favorisé parce que la pierre était rare et le bois abondant. De plus, le trafic des chevaux était moins bruyant sur des rues recouvertes de bois : sur ce pavé parfaitement uni, et sans solution de continuité supplémentaire, le frottement des roues n'était pas aussi considérable que sur le pavé de granit ou sur le macadam. Maupassant, dans La Nuit, évoque les pavés de Paris sous les pieds des chevaux :

« Les conducteurs dormaient, invisibles ; les chevaux marchaient d'un pas égal, suivant la voiture précédente, sans bruit, sur le pavé de bois. Devant chaque lumière du trottoir, les carottes s'éclairaient en rouge, les navets s'éclairaient en blanc, les choux s’éclairaient en vert, etc. »

Le bois étant un mauvais conducteur de chaleur, le climat disait-on n'avait pas de prise sur lui. Il était plus sensible à l'humidité, mais on combattait son action destructive en brûlant au moyen d'un fer rouge la surface des blocs, ou en employant d'autres procédés.
Mais les revêtements en pavé de bois présentaient plusieurs inconvénients : surfaces glissantes mouillées ou verglacées, tendance à pourrir, se décomposer et se soulever en raison de l'infiltration d'humidité entre les blocs ; lorsque le pavé de bois était sec, la traction s'y opérait « selon les ingénieurs anglais » avec un effort quatre fois moins considérable que sur les pavés de grès. Mais cette siccité étant rare en France, le pavé de bois absorbant l'eau avec une grande facilité ; humidité qu'il conserve par temps sec ; il était presque toujours humide. Lorsqu'on le lavait pour le débarrasser de la boue qui rendait sa surface glissante, on ne faisait que substituer une seconde cause de glissement à la première. Toutefois à sa décharge, certains pavés de pierre étaient également glissants. Ailleurs, lorsque la gelée succédait à la pluie ou au dégel, le pavé de bois devient extrêmement glissant et dangereux.
Lorsqu'il était traité à la créosote, le pavé en blocs de bois pouvait durer longtemps, mais dégageait une odeur désagréable, comme évoqué par George Augustus Sala (en), dans A Journey Due North, en 1856 :

« M. Gourieff introduced [to St. Petersburg] the hexagonal wooden pavement with which, in London, we are all acquainted. This, with continuous reparation, answers pretty well, taking into consideration that equality of surface seems utterly unattainable, that the knavish contractors supply blocks so rotten as to be worthless a few days after they are put down, and that the horses are continually slipping and frequently falling on the perilous highway. It is unpleasant, also, to be semi-asphyxiated each time you take your walks abroad, by the fumes of the infernal pitch-cauldrons, round which the moujik workmen gather, like witches. »

En cas d’inondation les pavés flottaient (crue de la Seine de 1910), et ils brûlaient dans les grands incendies  (Grand incendie de Chicago de 1871).

## Mise en œuvre

### Bois debout

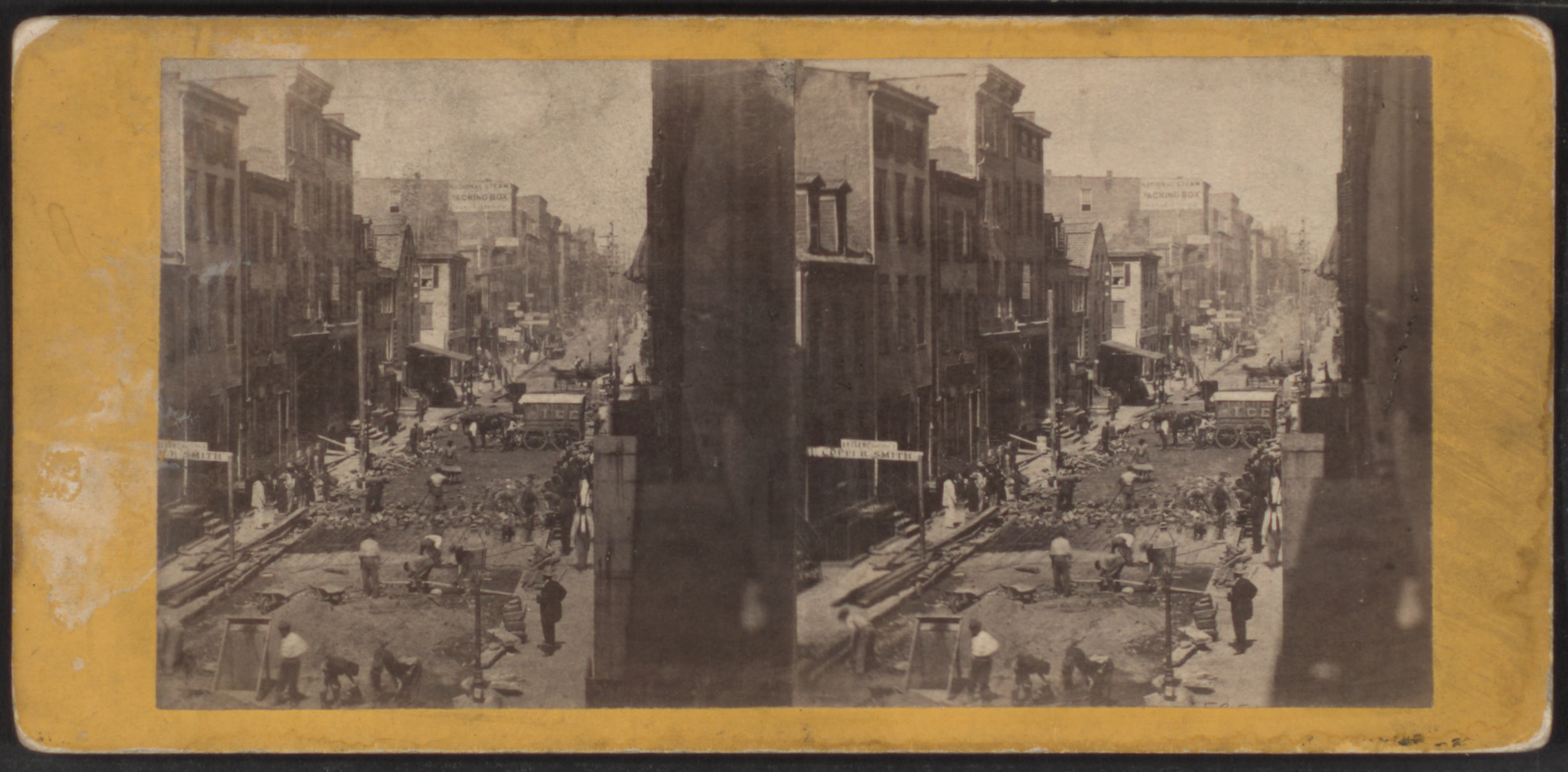
Pose des pavés Nicolson dans Mercer St, New York, par E. & H.T. Anthony.

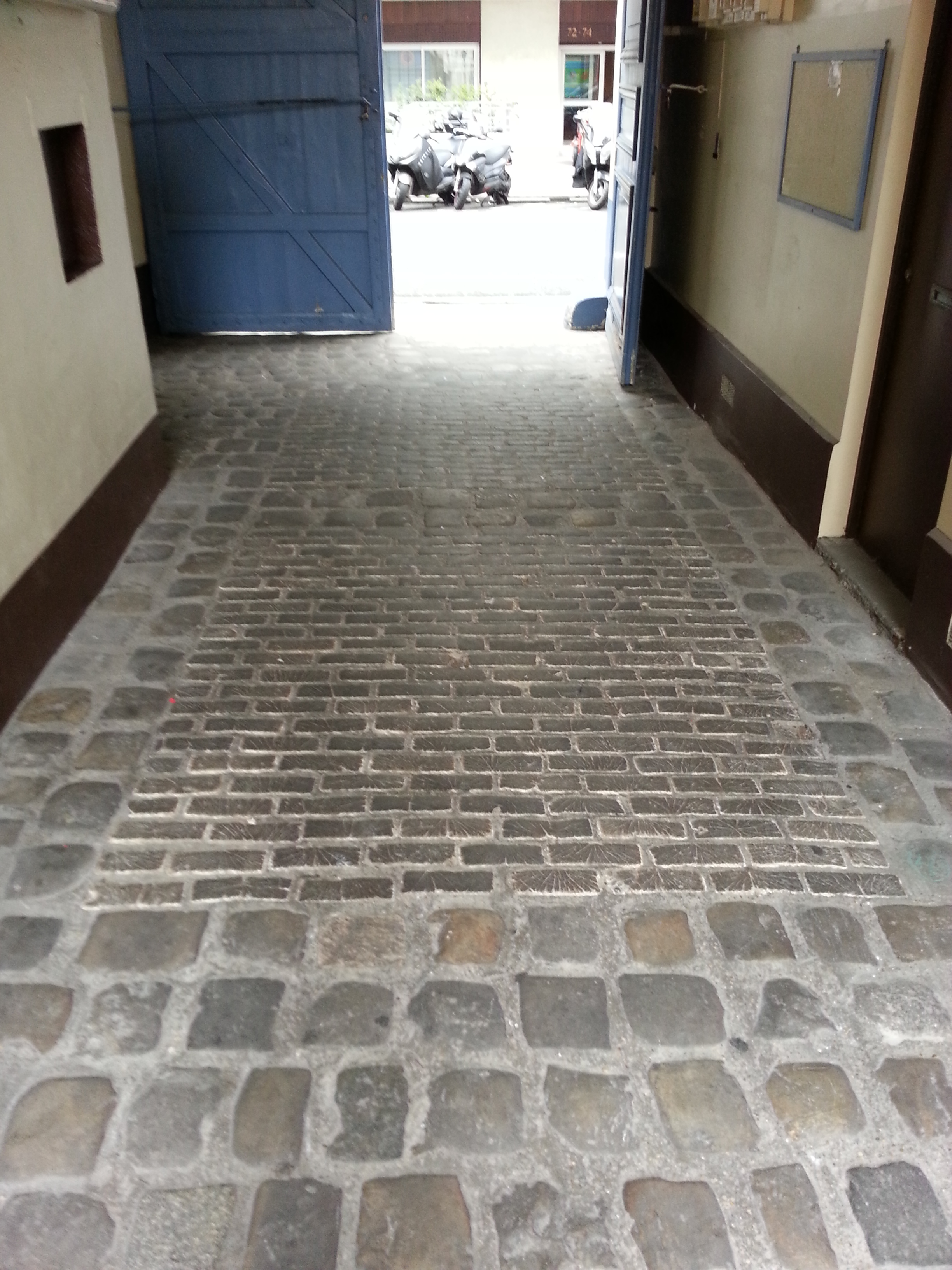
Passage Saint-Maur, Paris - pavés de bois.

Le bois dont on se sert est placé debout, dans le sens des fibres: ce qui le rend à peu près incompressible sur un pavé (voie) parfaitement uni.

### Essences
Toutes les qualités de bois sont propres à la construction des pavés. Les bois les plus durs, ceux dont les fibres sont les plus serrées, ont le plus de durée. Le pin est préférable au sapin et au peuplier; le bouleau, l'érable blanc et l'érable noir (surtout le noir) sont meilleurs que le pin; l'ormeau, le frêne et le chêne sont supérieurs à tous les autres à cause de leur densité. Pour la même raison le tronc de l'arbre vaut mieux que la tête ou les branches. Ces divers matériaux doivent être mis en œuvre suivant le degré de fréquentation de la route; dans les chemins larges le milieu est plus fréquenté que les côtés, mais ceux ci sont peut être plus battus dans les chemins étroits. En 1839, l'expérience n'a pas encore déterminé quelle est l'épaisseur la plus convenable à donner aux blocs de bois. Un pavé de faible épaisseur est moins coûteux, mais dure moins longtemps, et dans les changements subits de température  peut se déplacer. On donne sept à huit pouces (approximativement 20 cm) aux prismes de pin, sapin et peuplier, cinq ou six pouces au bouleau, à l'érable, à l'ormeau, au frêne, au chêne. Fin XIXe siècle, à Paris, le pin maritime des landes est utilisé .

### Forme
La forme la plus intéressante pour les prismes est la forme hexagonale régulière, lorsqu'on les taille hors d'une pièce de bois ronde. Si l'on n'a à sa disposition que du bois carré, on préfère la forme rectangulaire. L'octogone serait plus économique, sa section se rapprochant davantage de celle de l'arbre sur pied, mais en revanche il nécessite l'emploi de petits carrés intermédiaires lesquels il résulte une augmentation de dépense et une diminution dans la solidité de l'ouvrage. Les joints des pavés hexagonaux ou octogonaux ne présentent de longues lignes continues, ni dans le sens longitudinal, ni dans le sens transversal de la route, ce qui était vu comme avantageux. Avec les blocs rectangulaires, on ne peut éviter la ligne de jonction, mais alors on les dispose comme pour le pavé ordinaire; le milieu de chaque bloc vis à vis le point intermédiaire des deux blocs placés en avant. On obtient ainsi une série de lignes transversales. « Il serait mieux d'incliner les files de pavés diagonalement de manière à leur faire décrire avec la route un angle de 45 degrés. »
Les blocs peuvent être plus ou moins grands, mais ils doivent être exactement semblables les uns aux autres, et employés dans le même état de siccité. On pave horizontalement les interstices qui subsistent toujours entre chaque bloc, suffisant pour l'écoulement des eaux pluviales.

### Pose
Le pavé doit être posé sur une fondation composée d'une forte couche de gravier très également tassée. Quelquefois, après la pose, on exécute un rejointoiement avec un mélange composé d'une partie de poix et une partie de goudron. En résumé les avantages du pavé de bois sont incontestables surtout dans l'intérieur des villes, il évite la boue et la poussière et offre par conséquent une grande économie de nettoiement. Les voitures roulent dessus sans bruit. « La dépense n'est pas encore bien connue, etc. ». Fin XIXe siècle, le pavé de bois se pose à Paris sur une fondation en béton de ciment, de 15 à 20 centimètres d'épaisseur, sa surface extérieure lissée, recouverte ou non d'une couche de sable de 2 à 4 cm d'épaisseur, ou d'un mélange de poix ou de goudron.
Tandis que le pavé de pierre après quelque temps d'usage n'a besoin que d'être relevé et retaillé, le pavé de bois plus coûteux à la base, après le même laps de temps n'a presque plus de valeur.

## États-Unis

### Pavé Nicolson

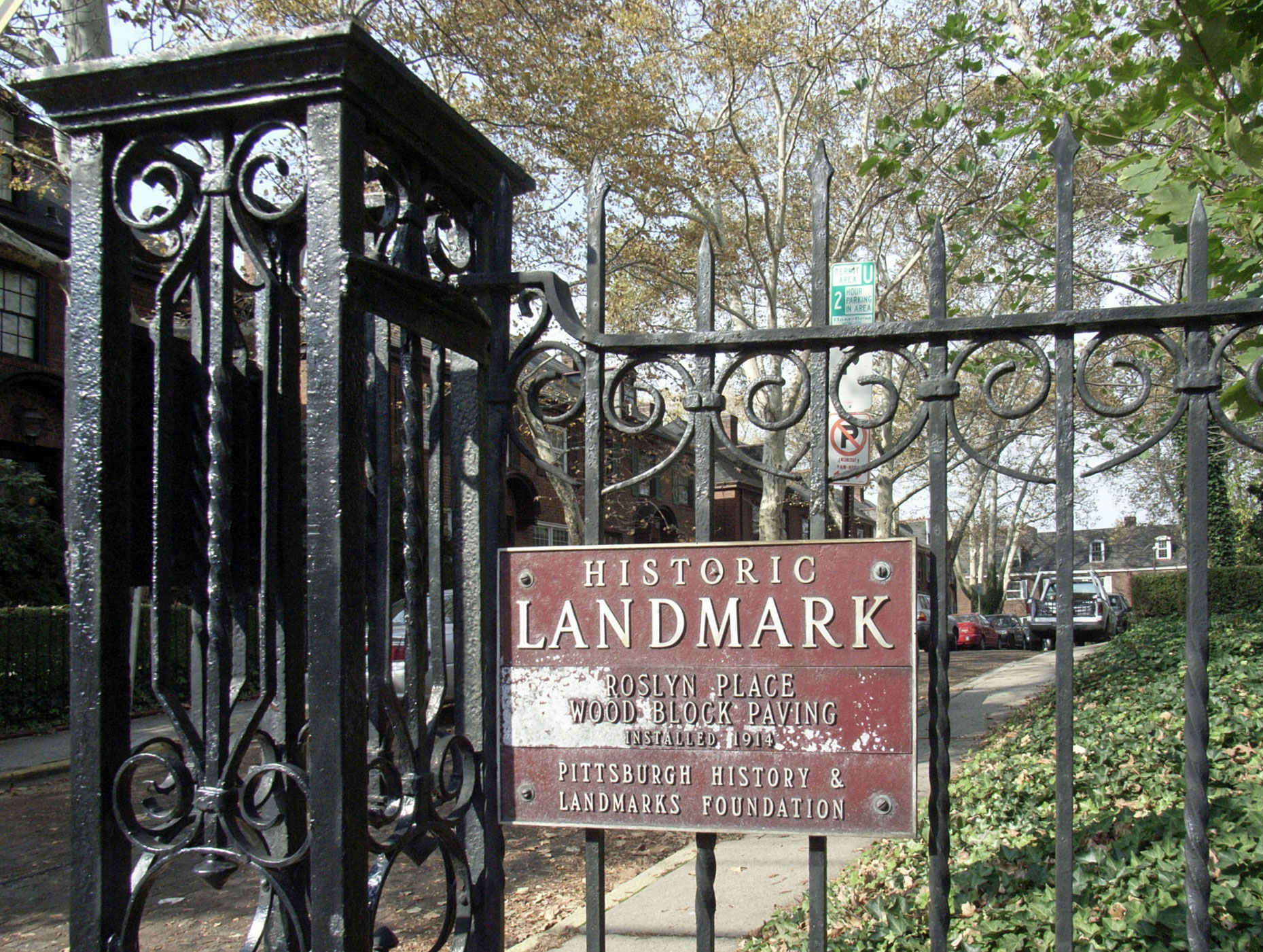
Plaque Historic Landmark pour le pavement Nicolson à Roslyn Place, Pittsburgh, Pennsylvanie.

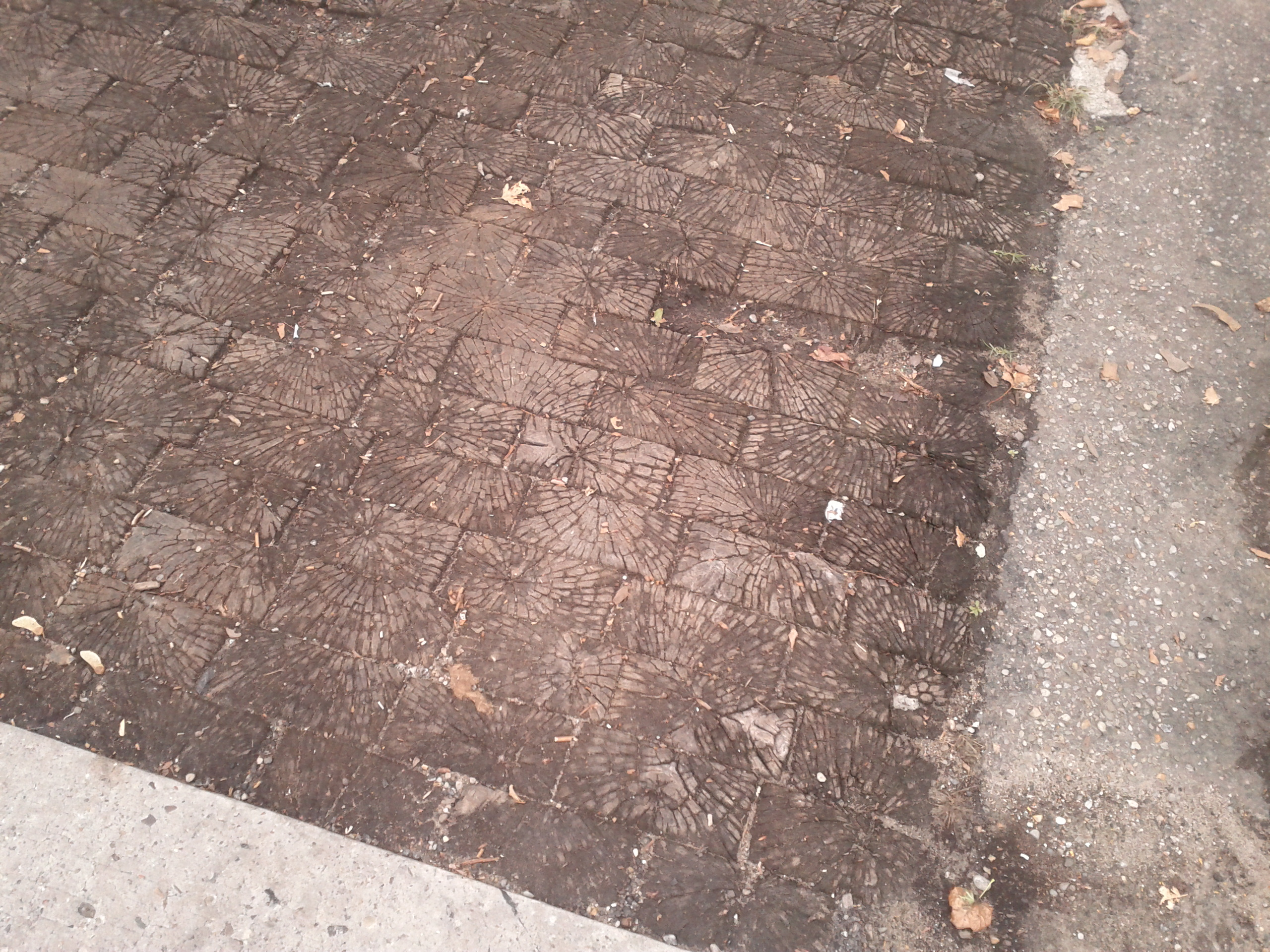
Roslyn Place.

La pavé Nicolson (alternativement orthographiée "Nicholson", en anglais Nicolson pavement, wooden block pavement et wood block pavement) est un système de pavement composé de blocs en bois debout inventé par Samuel Nicolson, milieu du XIXe siècle.
Des restes de la chaussée Nicolson existent toujours dans plusieurs villes des États-Unis. Présentée comme la seule rue en bois restante aux États-Unis, la Roslyn Place de Pittsburgh, en Pennsylvanie, est complètement pavée de blocs de bois. En outre, des traces de pavés en blocs de bois créosotés sont encore visibles dans une allée de la 10e rue située entre Olive street et Locust street à Saint-Louis, dans le Missouri, et au moins trois autres allées à Chicago, dans l'Illinois, conservent les traces de leur utilisation, bien que certains soient en mauvais état. Le bloc 200 de la rue Camac à Philadelphie, en Pennsylvanie, est également pavé de blocs de bois et régulièrement entretenu, après avoir été inscrits au Philadelphia Register of Historic Places. Hessler Court à Cleveland, dans l'Ohio, connu pour sa foire de Hessler Street, conserve également son trottoir Nicolson pour des motifs historiques.
La chaussée en blocs de bois a été abandonnée en raison de la mauvaise qualité de ses surfaces et du coût élevé de son entretien.
Dans l'affaire City of Elizabeth c. American Nicholson Pavement Co., la Cour suprême des États-Unis a statué que si l’utilisation publique d’une invention plus d’un an avant la demande de brevet de l’inventeur, fait normalement perdre à celui-ci son droit à un brevet, il existe une exception à cette règle pour les utilisations publiques à des fins expérimentales.

### Wooden Alley à Chicago
Wooden Alley (en) est une allée pavée en bois historique reliant North Astor Street et State Street, dans le quartier Near North Side de Chicago, en Illinois. Dans les années 1850, les rues en blocs de bois ont commencé à être utilisées à Chicago. La chaussée aurait été construite en blocs de bois de quatre pouces sur cinq, remplis de gravier et de sable et recouverts de goudron de houille. Tous matériaux combustibles, lors du Grand incendie de Chicago de 1871, les rues brûlaient littéralement. Cette allée a été préservée et restaurée en 2011. Une autre allée de blocs de bois, bloc 2100, North Hudson a été pavée à l'automne 2018.

## Paris et Londres
L'histoire du pavage en bois à Londres débute avec un article d'un certain John Finlayson d'Ayr dans le London Journal of Arts and Sciences de Mars 1825:

« I made the experiment many years ago in a pavement upon my Father's Premises Our stones frequently sunk and for experiment I cut some pieces of wood according to the size required and introduced them in place of the stone set on end in the same manner I have already described with wood planks at the bottom and after a lapse of twentyfive years I observed that the granite has undergone more wear than the wood the latter of which now stands more prominent and flush than any other part of the causeway that surrounds it I raised some of the wooden blocks expecting them to have undergone considerable decay but was surprised on finding that the wood was quite as fresh as on the day it was laid. »

Son expérimentation à petite échelle sur  vingt-cinq ans, démontre à ses yeux que le granit a subi plus d'usure que le bois, et que les blocs de bois loin d'être pourris sont aussi frais que sur le jour où ils ont été posés. En 1839, une première expérience sérieuse est faite avec des blocs de bois pour remplacer leurs prédécesseurs de granit sur la route à l'extérieur de Old Bailey. Cependant, comme pour le macadam, les blocs de bois se sont usés rapidement. Et en 1843, une réunion de la Court of Commissioners of Sewers soumissionna pour remplacer les blocs de bois par du granit.
Le pavage en bois fait véritablement son apparition à Paris en 1881. Le Préfet de Paris a envoyé préalablement plusieurs missions en Angleterre où le procédé de pavage en bois sur couche de béton s'est développé avec succès depuis 1872. On y note que les larges voies des quartiers de luxe et les rues de la City supportant une énorme circulation sont entièrement pavées de bois. 
Les pavés étaient taillés dans du madrier de sapin d’environ 8 centimètres de large sur 12 de haut et 22 de long. Ils étaient posés perpendiculairement à l’axe de la voie et jointés de bitume et de mortier. Afin de diminuer le risque de glissade des chevaux, une rainure était creusée tous les 40 centimètres.

### Pavé Hogdson anglais
Le système Hogdson est utilisé à Londres où dit-on il a résisté à une circulation de douze cents chevaux et de sept mille voitures. Il est introduit à Paris en 1842. La rue Croix-des-Petits-Champs, la rue de Richelieu, l'emplacement qui fait face au théâtre français furent ses premières étapes. On l'a ensuite appliqué sur une petite partie du boulevard Saint Michel en face la fontaine de ce nom. Les pavés Hogdson employés dans ces divers emplacements représentent deux prismes en croix inclinés à 63°; on enchevêtre les pavés les uns dans les autres.
Brevet daté 27 juin, spécification du 27 décembre 1839, un trottoir construit sur le plan de Hodgson a été posé au Parlement, en face de Whitehall, et ouvert à la circulation le 23 décembre 1840. Le 25 décembre, il était devenu tellement défoncé qu'il était devenu infranchissable et était par conséquent fermé à cause des lézardes.

En 1846, la Cité de Londres décida de remplacer ses dalles de pavage en bois par du granit.

### Pavé russes à Paris
Les pavés de bois du système russe sont des rhomboïdes de 18 à 20 centimètres de hauteur. Ils sont réunis par des chevilles de bois et assemblés par panneaux. Des rainures croisées empêchent le glissement des pieds des chevaux. On applique ces panneaux sur une couche de mortier comme on le fait du reste pour les pavés du système anglais. L'avantage des pavés de bois étant d'amortir le bruit, on s'en est servi avec profit devant la bibliothèque de la rue Richelieu et autres édifices qui réclament le silence. Leur inconvénient réside dans la dépense de construction et d'entretien.

### Improved wood pavement Company/Société des pavages en bois de Paris
L’Improved wood pavement Company (ou Société des pavages en bois) assure le pavage de la Ville de Paris qui décida en 1886 de tenter un essai d'exécution en régie pour les chaussées du nouveau quartier Marbeuf. Rue Montmartre, Rue du Faubourg-Poissonnière, avenue des Champs-Elysées suivent. À partir de 1905, les pavés en bois sont remplacés par les asphaltes comprimés et les pavés de granit, pour disparaître dans les années 1950. La crue de la Seine de 1910 emporta des centaines de milliers de pavés. Des pavés de hêtre « sénilisé » ont été également placés.
En 1886 est créée l’usine municipale de pavés de bois, située entre le quai de Javel et les rues des Cévennes,  Gutenberg et Cauchy.